# Mario Carità
Mario Carità (Milano, 3 maggio 1904 – Castelrotto, 19 maggio 1945) è stato un poliziotto, criminale di guerra e militare italiano, noto per aver aderito alla Repubblica Sociale Italiana ed aver guidato un manipolo di squadristi denominato "Reparto di servizi speciali" (RSS), più noto come Banda Carità, per poi guidare l'Ufficio Politico Investigativo (UPI) della Guardia Nazionale Repubblicana di Firenze e in seguito di Padova.

## Biografia
Figlio di ignoti, visse a Lodi dove a quindici anni prese parte alle azioni dello squadrismo guidate dal giornalista Luigi Freddi. 

### Lo squadrismo
A soli quindici anni iniziò la sua attività di criminale. Dapprima, nel 1919 fu arrestato per aver sparato sulla folla durante un comizio elettorale a Milano; poi, fu coinvolto in un omicidio squadrista. Negli anni venti si trasferì a Firenze dove all'inizio lavorò come piazzista di apparecchi radiofonici e, in seguito, licenziato per truffa, aprì un proprio laboratorio di radioriparazioni in via Panzani, di cui si servì anche per segnalare alla Questura i clienti che durante la guerra gli avevano rivelato di ascoltare Radio Londra. In seguito, estese il giro di affari trasformando il retrobottega in una bisca per il gioco d'azzardo. Allo scoppio della guerra partecipò come volontario nella campagna di Albania e alla seguente campagna italiana di Grecia con il grado di centurione (equivalente a capitano) di un manipolo della Milizia Volontaria per la Sicurezza Nazionale. Prese poi parte alla campagna balcanica. Carità era noto anche per fare uso di cocaina, come altri componenti del suo reparto.

### Il Reparto di Servizi Speciali a Firenze
All'annuncio dell'armistizio dell'8 settembre 1943 Carità si trovava a Bologna dove tentò di ricostituire la locale federazione fascista. Rientrato a Firenze il 17 settembre 1943, Carità costituì un reparto di polizia della Repubblica Sociale Italiana che rese autonomo dalla MVSN, il "Reparto di Servizi Speciali". Probabilmente fu l'acronimo di "Servizi Speciali" abbreviato in SS la base dell'errore che vide il reparto identificato con le SS italiane.
Il 2 novembre 1943 il reparto di Carità, insieme all'UPI fiorentino, arrestò l'intero comitato militare del CLN, tra cui Adone Zoli, con la sola eccezione del rappresentante comunista Alessandro Sinigaglia. Sinigaglia costituì quindi i primi Gruppi di Azione Patriottica (GAP) che il 1º dicembre uccisero il colonnello Gino Gobbi, comandante del distretto militare di Firenze impegnato nella ricostituzione dell'esercito a Firenze. Gli elementi più intransigenti del fascismo fiorentino reclamarono una rappresaglia e un improvvisato tribunale militare condannò a morte cinque antifascisti detenuti nelle carceri di Firenze.

### Ufficio Politico Investigativo II di Firenze
Lo stato maggiore del reparto era composto inoltre dal colonnello dell'aeronautica Gildo Simini, dai tenenti Piero Koch, Eugenio Varano e Armando Tela, e da Ferdinando Manzella. Il reparto fu conosciuto soprattutto come "Banda Carità" e fu noto per le confessioni estorte con le torture e le intimidazioni ma anche per le azioni di infiltrazione nelle bande partigiane. Contava su un organico di circa una sessantina di elementi, suddivisi in tre squadre: la "Manente", comandata da Erno Manente, detta "la squadraccia degli assassini"; la "Perotto", chiamata anche "la squadra della labbrata", e infine la squadra dei quattro santi. Delle tre squadre solo la squadra Perotto dipendeva sicuramente dall'UPI della GNR mentre le altre due probabilmente dipendevano dal comando tedesco.
Il primo quartier generale del reparto a Firenze fu in un villino in via Benedetto Varchi. Si trasferì poi in una villa in via Ugo Foscolo ed infine in via Bolognese al civico 67 a "villa Loria", chiamato successivamente "villa Triste", nell'attuale Largo Fanciullacci. All'interno di villa Loria il reparto condivise alcuni locali con la locale Sicherheitsdienst, il servizio segreto delle SS.
La formazione operò in totale autonomia fino all'uccisione del colonnello Gobbi, quando il Ministero dell'Interno della RSI decise di ricondurre alla normalizzazione tutti i reparti autonomi di polizia che si erano autocostituiti e il RSS fu fuso con l'Ufficio Politico Investigativo (UPI) del capitano Roberto Lawley e inquadrato all'interno della 92ª Legione Camicie nere della Guardia Nazionale Repubblicana costituendo l'Ufficio II del comando territoriale di Firenze.
Le contestazioni all'operato di Carità erano giunte da più parti e significativa era in particolare l'avversione del filosofo Giovanni Gentile, il quale minacciò di parlare con Mussolini per denunciarne "i metodi della polizia politica". Gli stessi tedeschi nei loro rapporti interni sottolinearono come in alcuni casi si eccedesse la misura con i prigionieri. Nonostante le denunce di cui fu fatto oggetto, Carità mantenne l'incarico, a dimostrazione di come l'azione di alcuni reparti autonomi fossero pienamente inseriti nelle strategie dell'esercito tedesco e nell'organizzazione repressiva della RSI.
In una lettera di risposta alle accuse inviata direttamente a Mussolini il 14 dicembre 1943, Carità sostenne la sua intransigenza nell'alveo del rinato spirito fascista repubblicano della RSI e nella necessità di colpire non solo gli antifascisti, ma anche la massoneria, la borghesia e la vecchia classe dirigente fascista del periodo del ventennio che, dopo aver boicottato per anni le istanze rivoluzionarie del fascismo, lo aveva tradito nel momento della difficoltà. Mentre per disperdere il movimento partigiano sarebbero stati sufficienti "pochi mezzi e uomini di buona volontà", anche se il reparto continuava a rimanere privo "di tutti quei mezzi atti a portare una fattiva opera di demolizione dei gruppi partigiani".
Nella lettera inviata a Mussolini Carità giustificò il proprio operato:
(Dalla lettera inviata a Mussolini il 14 dicembre 1943 da Mario Carità)
Intanto gli attentati partigiani e le uccisioni da parte dei gappisti continuarono. Oltre al colonnello Gobbi, era stato ferito il 17 gennaio il milite Averardo Mazzoli, mentre il 27 gennaio era stata uccisa una sentinella presso il ponte della Vittoria. Il 5 febbraio erano caduti due militi della Guardia Nazionale Repubblicana e il 9 febbraio un sottufficiale della GNR presso la Fortezza da Basso. Il 15 gennaio diverse bombe esplosero in molti punti della città, tra cui una presso la federazione del Partito Fascista Repubblicano in via dei 
Servi. Il 21 gennaio, in una casa di tolleranza frequentata da militari, e il 30 gennaio nel Teatro della Pergola, dove avrebbe dovuto tenere un incontro il segretario del partito Gino Meschiari. Il 10 febbraio un tentativo di piazzare una bomba nel bar Paskowski fallisce e due gappisti riuscirono a fuggire mentre uno fu catturato.
Allo stesso tempo il reparto di Carità ottenne notevoli successi. Il 13 febbraio individuò Sinigaglia dentro a una trattoria. L'uomo, datosi alla fuga, fu colpito mortalmente per strada. Tredici giorni dopo invece individuò e sequestrò un deposito di armi del partito d'Azione. Anche importanti dirigenti del CLN furono arrestati come Max Boris e insieme a lui fu sequestrato il linotype del giornale "La libertà"
Per i successi conseguiti nel febbraio 1944 Carità fu promosso “Seniore” (grado equivalente nell'esercito a quello di maggiore).
Ciononostante il 22 febbraio un altro milite della GNR fu ucciso in viale Amedeo dai gappisti, il 7 marzo il maggiore Mario Giovannelli e il 10 marzo un altro milite in via Bolognese. Il 17 marzo fu ucciso il capo della Provincia di Pisa e il 27 anche altre due sentinelle presso il ponte della Carraia.
Dopo l'uccisione di Giovanni Gentile avvenuta da parte dei GAP di Bruno Fanciullacci il 15 aprile 1944, furono effettuati alcuni fermi di polizia nei confronti dei presunti mandanti dell'omicidio, come Francesco Calasso, l'archeologo Ranuccio Bianchi Bandinelli e Renato Biasutti.
Gli arrestati rischiarono nei primi giorni di finire fucilati per rappresaglia, ma l'ipotesi fu accantonata anche, secondo la testimonianza di Biasutti, per la ferma opposizione di Carità. Nei giorni seguenti la morte di Gentile, tra le varie ipotesi fatte sui mandanti, circolò anche l'ipotesi che tra di essi vi fosse lo stesso maggiore Carità, il quale avrebbe temuto nuovi interventi del filosofo presso Mussolini. Gli arrestati furono liberati quasi un mese dopo per l'intervento dei familiari di Gentile che non volevano fossero effettuate rappresaglie. 
La presenza all'interno del comitato clandestino comunista che decise l'uccisione di Gentile proprio di Bianchi Bandinelli fu confermata anni dopo dall'ex partigiana Teresa Mattei.
Bruno Fanciullacci il 26 aprile 1944 fu catturato dal reparto di Carità in relazione al ferimento del fascista Bruno Landi. Fanciullacci fu picchiato e torturato, ma non conoscendo la sua partecipazione all'attentato a Giovanni Gentile fu ricoverato in ospedale, da dove fu poi liberato dai gappisti.
Il 7 giugno 1944, in seguito a una delazione, furono arrestati tutti i componenti della antifascista Radio CORA. Alcuni di costoro furono poi fucilati presso il torrente Terzolle insieme alla partigiana Anna Maria Enriques Agnoletti.
L'8 luglio 1944 Carità lasciò Firenze per Bergantino e poi per Padova, lasciando la guida dell'UPI a Giuseppe Bernasconi. In seguito all'uccisione, l'11 luglio, del milite Valerio Volpini (inquadrato nell'UPI), Bernasconi svolse indagini che portarono il 15 luglio all'arresto di Fanciullacci il quale fu condotto a Villa Loria. Gravemente ferito nel tentativo di fuga, Fanciullacci morì il 17 luglio. Firenze fu raggiunta dagli Alleati l'11 agosto 1944.

### Attività nel Veneto e a Padova
Dopo l'attività svolta a Firenze si trasferì prima nel rodigino a Bergantino e successivamente, su richiesta del questore Menna, a Padova dove operò presso Palazzo Giusti, in via san Francesco 55, dal luglio del 1944 fino alla fine della guerra. L'attività di polizia che Carità con il suo RSS svolse a Padova non fu quella di una normale formazione militare della RSI, ma ebbe un obiettivo di guerra "non convenzionale". Il suo ruolo era più politico che militare ed operò con azioni di raccolta di informazioni e di infiltrazione tra i resistenti.
L'attività era poco eclatante tanto che si era creato un alone di mistero attorno a lui e alla sua struttura.(4) Il 25 aprile 1945 il Reparto (che alla fine di febbraio era passato sotto il comando tedesco con il nome di Reparto Speciale Italiano) si divise: una parte scappò verso nord e una parte cercò di intavolare trattative con i partigiani. Il Reparto «si sciolse il 27 aprile 1945, alle ore 16 e 30» Carità non tentò di fuggire oltre frontiera ma si rifugiò con l'amante Emilia Chiani e le due figlie Franca e Elisa in un paesino verso l'Alpe di Siusi, a Castelrotto, a circa 30 km da Bolzano. Nella notte tra il 18 e il 19 maggio 1945 fu ucciso in un conflitto a fuoco da due militari americani. Le versioni della sua morte sono diverse e contrastanti. 

### La morte
Al momento della caduta della Repubblica Sociale Italiana Carità sparisce, ma nel mese di maggio, i militari statunitensi lo trovano entrando armi alla mano nella stanza di una pensione dell'Alpe di Siusi, in Alto Adige, dove il maggiore crede di essere al sicuro. Al momento dell'irruzione è a letto con l'amante; appena vede le divise alleate afferra la pistola che ha a portata di mano e spara. Nel conflitto a fuoco Mario Carità riesce ad uccidere un soldato americano, ma infine muore colpito da una sventagliata di mitra, mentre la donna che è con lui viene ferita e dopo essere stata medicata viene condotta nel campo di concentramento americano di Coltano. Le due figlie si salvano essendo state poste dal padre, per sicurezza, in un edificio vicino. La figlia Franca di 20 anni verrà poi condannata dalla Corte d'assise straordinaria di Padova, convocata il 25 settembre 1945, a 16 anni per complicità nelle torture, mentre Elisa di 17 anni verrà assolta non avendo commesso alcun reato.